# خوسيه بينيتو إراولا أورتيغا
خوسيه بينيتو إراولا أورتيغا (بالإنجليزية: José Benito Ortega)‏ هو نحات أمريكي، ولد في 1858، وتوفي في 1941.